# The Shoot
The Shoot (uscito in Italia con il sottotitolo Ciak si spara!) è un rail shooter prodotto e distribuito dalla Sony nel 2010, unicamente per PlayStation 3. È uno dei primi giochi che sfrutta le potenzialità del controller di movimento PlayStation Move.
Il giocatore impersona una star di film d'azione, il cui compito è fornire una recitazione memorabile sul set di cinque film: Outlawed (Western), Robotomus Crime (Fantascienza), The Mob (Noir), Deep Perils (Fantasy) e Haunted House Party (Horror), cercando di entusiasmare il regista e di colpire quanti più nemici possibile (rappresentati, come in Point Blank, da sagome di cartone).

## Modalità di gioco
Ognuno dei cinque film si divide in quattro scene, di cui l'ultima comprende una battaglia contro un boss (il "cattivo" del film per intenderci). In alto a destra dello schermo è costantemente visibile un indicatore che rappresenta la stima del regista nei confronti del giocatore. A mano a mano che questi colpisce bersagli in sequenza, effettua schivate o utilizza prove d'artista, l'indicatore si riempie; ma se il giocatore viene colpito o colpisce per errore un civile, l'indicatore si svuota. Quando il regista perde completamente la pazienza (indicatore vuoto), il giocatore perde un "ciak" dei cinque a disposizione.
Il giocatore, per superare certi ostacoli, può ricorrere alle "prove d'artista", ottenibili colpendo un certo numero di bersagli in sequenza, senza sbagliare:
- Immedesimazione: Devono essere colpiti 5 bersagli. Piroettando su se stesso, il giocatore può rallentare il tempo per 15 secondi.
- Onda d'urto: Devono essere colpiti 10 bersagli. Sparando a terra, il giocatore può eliminare tutti i nemici che si trova davanti.
- Furia cieca: Devono essere colpiti 15 bersagli. Sparando in aria, la pistola del giocatore diventa una mitragliatrice con la quale può eliminare con facilità i nemici. In Furia cieca, il moltiplicatore del punteggio non si dimezza con i colpi a vuoto e si acquista l'invulnerabilità (il regista non si infuria se il giocatore viene colpito).

Nei momenti "Riflettori" in ogni scena, il giocatore non può utilizzare le prove d'artista e deve affrontare un nemico più forte degli altri. Per infliggere il colpo mortale al nemico, si deve poi eseguire uno "Sparo Veloce", puntando il controller in basso e poi alzandolo velocemente per colpire un determinato punto debole.

## Accoglienza
La rivista Play Generation diede al gioco un punteggio di 77/100, apprezzando i controlli precisissimi, le azioni speciali con il Move e una certa varietà e come contro i nemici poco o per niente animati, la breve durata ed il fatto che fosse tecnicamente mediocre, finendo per trovarlo uno sparatutto arcade insolito, con delle idee originali, ma piuttosto corto e semplice, che avrebbe divertito gli amanti del genere.

## Curiosità
- Nella versione italiana del gioco, la voce fuori campo del regista è di Pietro Ubaldi.
- Il titolo è un gioco di parole sul verbo inglese To shoot, che significa sia Sparare a qualcuno che Girare un film.
- È possibile sparare alla scritta "The Shoot" nel menù principale per ottenere il trofeo Spara alla scritta!.
- Nei titoli di coda saranno presenti altri nemici, che il giocatore può colpire come se stesse ancora giocando. Se vengono eliminati tutti, si ottiene il trofeo Chi la fa, l'aspetti.